# Urungu
Urungu és un riu de la República Popular de la Xina, al Xinjiang. Corre a uns 350 km al nord d'Ürümchi.
Neix a les muntanyes de l'Altai (a la part anomenada muntanyes Kok-Chureck), i corre primer al sud per girar cap a l'oest fins al llac Bagahu Nor i reaparèixer després per continuar breument fins al llac més gran anomenat Ulungur Nor.
El formen tres petits rius, el Bulugun el Tsagan gol i el Chinghil. El seu curs és de 600 km.